# Natalie Cole
Pour les articles homonymes, voir Cole.
 (août 2019).
Si vous disposez d'ouvrages ou d'articles de référence ou si vous connaissez des sites web de qualité traitant du thème abordé ici, merci de compléter l'article en donnant les références utiles à sa vérifiabilité et en les liant à la section « Notes et références ».
Natalie Cole est une chanteuse de jazz, soul et R&B, musicienne et actrice américaine, née le 6 février 1950 à Los Angeles et morte le 31 décembre 2015 dans la même ville. Elle a connu son plus grand succès en 1991 avec Unforgettable, un duo avec la voix de son père, Nat King Cole, mort vingt-six ans plus tôt.

## Biographie

### Jeunesse et formation
Natalie Maria Cole est née au Cedars of Lebanon Hospital [réf. nécessaire]de Los Angeles. Elle est la fille du crooner Nat King Cole et de Maria Hawkins Ellington, ancienne chanteuse de l'orchestre de Duke Ellington. Elle grandit dans le quartier aisé de Hancock Park, Los Angeles (en). Parlant de son enfance, elle baptise sa famille « the black Kennedys / les Kennedy noirs » ; elle a été confrontée à de nombreux grands chanteurs de jazz, soul, et de blues. À 6 ans, elle enregistre un chant de noël I'm Good Will, Your Christmas Spirit pour un album de son père et commence à se produire à 11 ans.

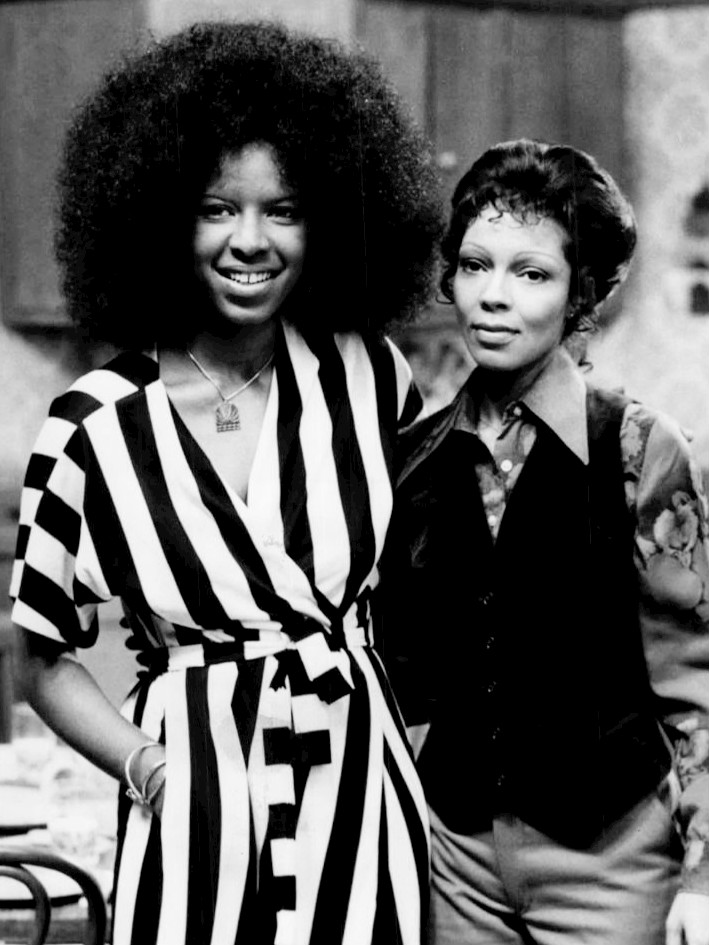
Natalie et Carole Cole en 1975.

Elle grandit en compagnie de sa sœur aînée adoptive, Carole « Cookie » (1944-2009), fille de Maria, la sœur cadette de sa mère, de son frère adoptif Nat « Kelly » Cole (1959-1995) et de ses jeunes sœurs jumelles Timolin et Casey (nées en 1961).
Son oncle paternel Freddy Cole est un chanteur et pianiste ayant produit de nombreux albums et obtenu plusieurs récompenses.
Natalie Cole connait une adolescence difficile ; elle s'est prostituée pour obtenir de la drogue ; elle a été agressée sexuellement par un membre de sa famille.
Natalie Cole est inscrite à la Northfield Mount Hermon School (en), une école préparatoire sélective de la Nouvelle Angleterre avant que son père meure du cancer du poumon en février 1965. Peu de temps après, ses relations avec sa mère se dégradent.
Elle est admise à l'université du Massachusetts à Amherst, fait une brève incursion à l'université du Sud de la Californie, où elle adhère à la sororité Upsilon de Delta Sigma Theta. Elle retourne ensuite à l'université du Massachusetts, où elle se spécialise en psychologie de l'enfant, avec une mineure en allemand, et en sort diplômée en 1972.

### Début de carrière
Une fois obtenu son diplôme, Natalie Cole, qui a grandi en écoutant aussi bien des artistes de soul tels qu'Aretha Franklin que l'icône du rock psychédélique Janis Joplin, commence à chanter dans de petits clubs avec son groupe, Black Magic. Ces clubs qui l'accueillent pour sa filiation avec Nat King Cole, sont déçus quand elle se met au R&B et au rock. Lors de ses spectacles, elle est remarquée par deux producteurs et musiciens de la région de Chicago, Chuck Jackson et Marvin Yancy, qui l'approchent alors pour travailler avec elle. Après avoir enregistré plusieurs morceaux ensemble, ils tentent leur chance auprès de plusieurs maisons de disques. La plupart des labels les refusent à une exception près, Capitol Records, la maison de disques de son père, qui a entendu les enregistrements et accepte de signer un contrat avec eux.
Cole, Yancy et Jackson vont peaufiner dans les studios de Los Angeles les enregistrements qu'ils avaient livrés, et qui deviennent le premier album de Natalie Cole, Inseparable, comprenant des chansons rappelant à ses auditeurs celles d'Aretha Franklin. De fait, celle-ci soutint par la suite que les titres This Will Be, I Can't Say No et d'autres lui avaient été initialement proposés alors qu'elle enregistrait l'album You ; elle refusa la plupart des chansons mais accepta d'enregistrer la chanson-titre de son album. Natalie Cole a également enregistré You. Paru en 1975, l'album fut immédiatement un succès grâce à This Will Be qui fut classé dans les 10 premières places au hit-parade, et lui valut un Grammy Award pour la meilleure performance vocale féminine de R&B en 1976. Un deuxième single, Inseparable, est également devenu un hit. Les deux chansons se sont toutes les deux hissées à la première place des ventes de R&B. Natalie Cole a également remporté le Grammy Award du meilleur nouvel artiste. L'étiquette de « nouvelle Aretha Franklin » donnée par la presse à Natalie Cole entraîna une rivalité entre les deux chanteuses.

### Célébrité
Devenue star, Natalie Cole confirma son succès l'année suivante avec Natalie, sorti en 1976. L'album, tout comme Inseparable, devient disque d'or grâce à Sophisticated Lady, une chanson teintée de funk, et à Mr. Melody, aux influences jazzy.
Elle se marie avec Marvin Yancy le 31 juillet 1976, et a avec lui un fils l'année suivante.
Elle obtint son premier disque de platine avec son troisième album, Unpredictable, principalement grâce au titre I've Got Love on My Mind, classé numéro 1 au hitparade R&B. I'm Catching Hell, un autre des titres, devint populaire ultérieurement, lors de ses concerts. En 1977, son quatrième album et second disque de platine, Thankful comprend un autre de ses grands succès, Our Love. Natalie fut la première artiste féminine à remporter deux disques de platine la même année. Elle se produisit dans deux grands shows de télévision, dont Sinatra and Friends / Sinatra et ses amis ». En 1978, sort son premier album enregistré en concert, Natalie Live!.
Le 5 février 1979, une étoile lui est attribuée sur le Walk of Fame d'Hollywood, au 1750, Vine Street. La même année, elle enregistre deux albums, I Love You So et, en duo avec Peabo Bryson, We're the Best of Friends, qui deviennent tous deux disques d'or, asseyant ainsi sa popularité.

### Déclin et retour en force
Après la sortie de son huitième album dans les années 1980, Don't Look Back, la carrière de Natalie Cole connaît une panne. Si le titre Someone That I Used To Love, une ballade soft rock, est bien classé au hit-parade dans la catégorie adult contemporary, l'album lui-même ne cumule pas assez de ventes pour décrocher un disque d'or. En 1981, les problèmes personnels de Cole y compris sa toxicomanie à l'origine de son divorce l'année précédente, commencent à être connus du public et pèsent sur sa carrière. En 1983, après la sortie de son album I'm ready paru chez Epic, elle entame une cure de désintoxication dans une clinique du Connecticut où elle serait restée pendant six mois.
À sa sortie, elle signe un contrat avec Modern Records, distribué par Atco Records, et sort l'album Dangerous, qui lui permet progressivement de renouer avec le succès tant en termes de ventes que de classement dans les hit-parade. En 1987, elle rejoint EMI-Manhattan Records pour la publication de l'album Everlasting, qui caracole en tête des charts grâce aux titres comme Jump Start (My Heart), classé dans les dix meilleures ballades, I Live For Your Love, et sa réinterprétation de Pink Cadillac, de Bruce Springsteen. Ce succès permet à Everlasting d'obtenir un disque de platine. En 1989, la suite d'Everlasting, Good to Be Back, dont le titre Miss You Like Craz se classe deuxième, lui permet un succès international, notamment au Royaume-Uni où l'album se classe dans le top 10.
Son album le plus vendu est Unforgettable... with Love, enregistré chez Elektra Records, dans lequel elle interprète des titres enregistrés par son père près de 20 ans plus tôt, et qu'elle avait jusque-là refusé de reprendre en concert. Elle prend en charge les arrangements vocaux, et est accompagnée au piano par son oncle Ike Cole. La chanson-titre Unforgettable, disque d'or, fait l'objet d'un duo virtuel avec son père ; elle se classe quatorzième au Billboard Hot 100 et numéro dix des charts R & B. L'album est vendu à plus de 7 millions d'exemplaires pour les seuls États-Unis et remporte plusieurs Grammys Awards, dont ceux d'album de l'année, de disque de l'année et de meilleure performance vocale en pop traditionnel.
Natalie Cole enchaîne les succès en 1993 avec un autre album de standards du jazz, intitulé Take a Look, où elle reprend le style développé en 1967 par Aretha Franklin dans l'album du même nom. L'album obtient un disque d'or, tout comme son album de chants de Noël Holly & Ivy. Un autre de ses classiques, Stardust, dans lequel elle présente un autre duo virtuel avec son père sur une version modernisée de When I Fall in Love, lui vaut un Grammy Awards de la meilleure collaboration pop avec chant (en).

### Mort
La chanteuse meurt à 65 ans le 31 décembre 2015, au St. John’s Hospital de Santa Monica ou au Cedars-Sinai Medical Center de Los Angeles, les sources étant divergentes. Son décès serait dû à une insuffisance cardiaque des suites des complications d'une transplantation rénale qu'elle a dû subir en 2009, alors qu'elle avait contracté une hépatite C, mais les journaux attribuent plus volontiers son décès à un excès de drogues tout au long de sa carrière,,.
Ses obsèques sont célébrées le 11 janvier 2016 en l'église West Angeles Church of God in Christ de Los Angeles, en présence de nombreuses personnalités comme Angela Bassett, Kurt Carr, Freddy Cole, Dr. Wanda Davis, Suzanne de Passe, David Foster, Johnny Gill, Rev. Jesse Jackson, Cookie Johnson, Star Jones (en), Chaka Kahn, Gladys Knight, Ledisi, Eddie Levert (en), Johnny Mathis, Freda Payne, Lionel Ritchie, Smokey Robinson, Linda Thompson, Bishop Kenneth C. Ulmer, Courtney B. Vance, Stevie Wonder, etc .
Elle repose au cimetière Forest Lawn Memorial Park de Glendale.

## Vie personnelle
En 1976, avec le témoignage de son mari Marvin, un pasteur, elle est devenue chrétienne baptiste .

## Prix et distinctions
Natalie Cole a remporté cinq Grammy Awards :
- 1975 : Lauréate d'un Grammy Award, catégories « Meilleure nouvelle artiste de l'année » et « Meilleure performance pour une chanteuse de R&B » pour This Will Be.
- 1976 : Lauréate d'un Grammy Award, catégorie « Meilleure performance pour une chanteuse de R&B » pour Sophisticated Lady (She's A Different Lady).
- 1991 : Lauréate d'un Grammy Award, catégories « Meilleure enregistrement de l'année », « Album de l'année », « Meilleure performance de musique populaire » pour Unforgettable et l'album Unforgettable With Love.
- 1993 : Lauréate d'un Grammy Award, catégorie « Meilleure performance de jazz vocal » pour When I Fall In Love.
- 2008 : Lauréate d'un Grammy Award, catégorie « Meilleure performance de musique populaire » pour Still Unforgettable.

## Autobiographie

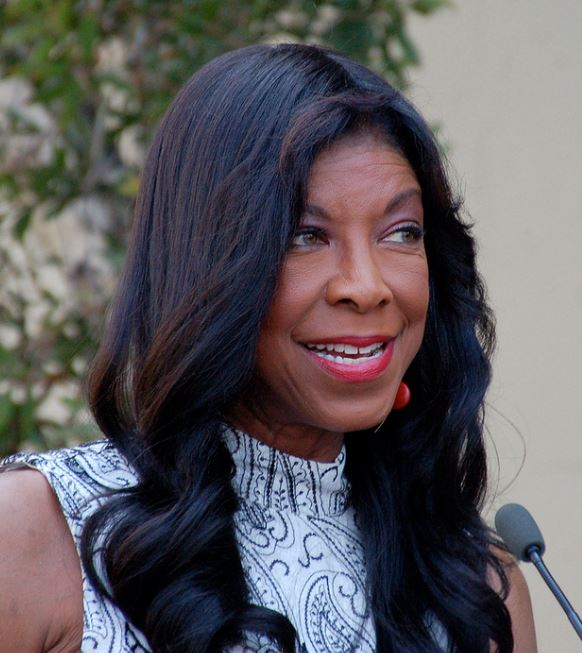
Natalie Cole en 2013.

Dans son autobiographie Angel on my Shoulder, elle revient sur ses trois divorces, la naissance de son fils, Robert Adam « Robbie » Yancy, né le 14 octobre 1977 de son premier mariage, son divorce, la mort de son ex-époux, sa lutte contre la dépression depuis la mort de son père et sa dépendance à la drogue, qu'elle commença à consommer pendant sa période étudiante, tout d'abord sous forme d'héroïne puis de crack.

## Filmographie
- Yakety Yak, Take it Back (1991) ... Herself
- Trash Talk (1992) ... Herself
- Dany, le chat superstar (1997) ... Sawyer (voix chantée)
- 2006 : New York, unité spéciale (saison 7, épisode 20) : avocate de la défense Serena Waldren

## Discographie

### Albums
- 1975 : Inseparable
- 1976 : Natalie
- 1977 : Unpredictable
- 1977 : Thankful
- 1978 : Natalie...Live!
- 1979 : I Love You So
- 1979 : We're The Best Of Friends
- 1980 : Don't Look Back
- 1981 : Happy Love
- 1983 : I'm Ready
- 1985 : Dangerous
- 1987 : Everlasting
- 1987 : The Collection
- 1989 : Good To Be Back
- 1991 : Unforgettable... with Love
- 1993 : Take A Look
- 1994 : Holly & Ivy
- 1996 :  Stardust
- 1997 : This Will Be – Natalie Cole's Everlasting Love
- 1999 : Snowfall On The Sahara
- 1999 : The Magic Of Christmas
- 2000 : Greatest Hits Vol. 1
- 2001 : Love Songs
- 2002 : Ask a Woman Who Knows
- 2003 : Anthology
- 2006 : Leavin'
- 2007 : Love Songs
- 2008 : Still Unforgettable

### Autres
Le 20 septembre 2011, le crooner Tony Bennett sort Duets II, un album de duos comprenant le titre Watch What Happens cointerprété avec Natalie Cole.